# Schöneck/Vogtl.
Schöneck/Vogtl. ist eine Stadt im sächsischen Vogtlandkreis und befindet sich rund 25 Kilometer südöstlich von Plauen. Mit 790 m ist sie die höchstgelegene Stadt des Vogtlandes und ist dem so genannten Musikwinkel zuzurechnen. Die Abkürzung „Vogtl.“ im Ortsnamen steht für „Vogtland“. Aufgrund der Höhenlage und der ausgedehnten Wälder ist Schöneck seit 1962 ein staatlich anerkannter Erholungsort und Wintersportplatz.

## Geographie

### Lage
Aus naturräumlicher Sicht liegt Schöneck nicht im Vogtland, sondern im Westerzgebirge. In Schöneck befindet sich der westliche Endpunkt des Erzgebirgskamms. Die entlang dieses Kamms verlaufende Wasserscheide zwischen den linken Elbzuflüssen Eger einerseits und Mulde sowie Saale andererseits biegt auf dem Stadtgebiet nach Süden zum Hauptkamm des Elstergebirges ab. Auf dem Stadtgebiet entspringen die Zwickauer Mulde und die Zwota.

### Nachbargemeinden
| Gemeinde Tirpersdorf | Gemeinde Werda                              | Gemeinde Neustadt |
| Gemeinde Mühlental   | Kompassrose, die auf Nachbargemeinden zeigt | Gemeinde Grünbach |
|                      | Stadt Markneukirchen                        | Stadt Klingenthal |

### Stadtgliederung
Die Stadt entwickelte sich durch schrittweise Eingliederung von sieben ehemaligen Dörfern der Umgebung. Neben dem Hauptort Schöneck hat die Stadt noch folgende Ortsteile:
| Ortsteil    | eingemeindet | Einwohner (ca.) | Fläche (km2) | eigene Gemarkung | Ortsbeirat (Mitglieder) |
| ----------- | ------------ | --------------- | ------------ | ---------------- | ----------------------- |
| Arnoldsgrün | 1996         | 380             | 8,0556       | ja               | ja (4)                  |
| Eschenbach  | 1950         | 110             | 5,3779       | ja               | nein                    |
| Gunzen      | 1995         | 200             | 6,0071       | ja               | ja (5)                  |
| Korna       | 1950         | 030             | 2,0591       | ja               | nein                    |
| Kottenheide | 1956         | 060             | 0            | nein             | nein                    |
| Schilbach   | 1995         | 230             | 6,0071       | ja               | ja (5)                  |
| Tannenhaus  | 1939         | …               | 0            | nein             | nein                    |
| Zwotental   | 1995         | 050             | 0            | nein             | nein                    |

Zudem gibt es auf der Flur Gunzen die Wüstung Pechtelsgrün.

## Geschichte

### Bis zum 15. Jahrhundert

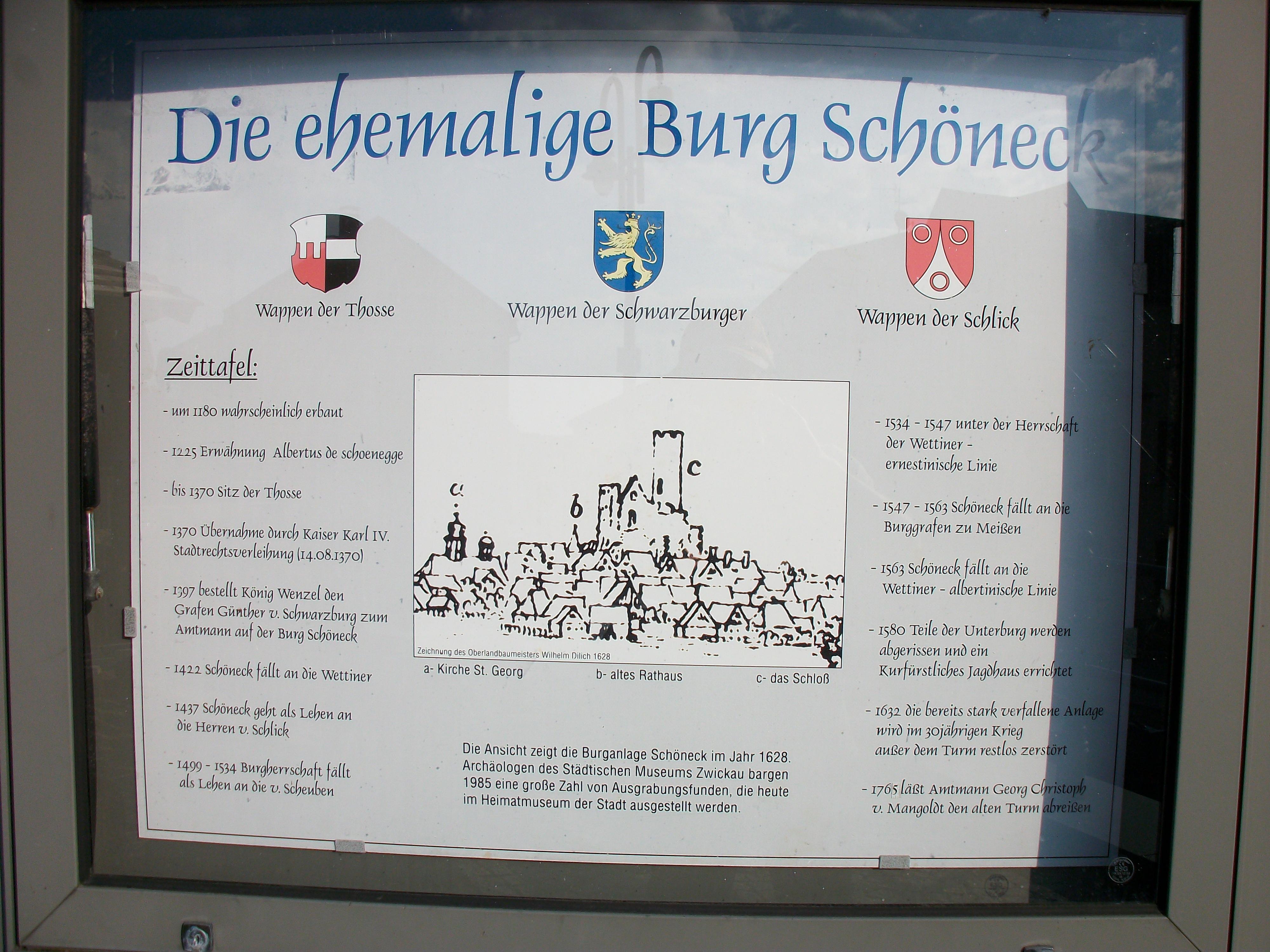
Burg Schöneck, Infotafel Geschichte

Die Besiedlung von Stadt und Burg Schöneck als mittelalterlicher Herrensitz begann vermutlich im Zeitraum zwischen 1180 und 1200. Als erster Besitzer von Burg (castrum Schoennecke) und Ort Schöneck wurde im Jahr 1225 Albertus de Schoenegge schriftlich erwähnt. Im 14. Jahrhundert sind Burg und Ort Schöneck im Besitz der Vögte von Plauen. 1327 trug Vogt Heinrich der Ältere von Plauen seine Herrschaft dem König Johann von Böhmen zu Lehen auf. Neben anderen Ortschaften kam damit auch Schöneck zur Krone Böhmens.
Im Jahr 1370 erhob Kaiser Karl IV. Schöneck zur Stadt und verlieh ihr die gleichen Rechte, wie sie die Stadt Elbogen in Böhmen besitzt. Vom selben Jahr datiert der Nachweis, dass die Schönecker Thosse die Burgherrschaft besitzen. Diese adlige Familie ging aus den Herren von Schöneck hervor.
In der Folgezeit kamen Burg und Stadt Schöneck im Jahr 1397 an den Grafen Günter von Schwarzburg und 1422 durch die von König Sigismund veranlasste Verpfändung an die Wettiner. Dadurch wechselte die Burgherrschaft Schöneck von böhmische in sächsische Herrschaft, wobei die Freiheiten und Rechte von Schöneck nicht angetastet und in Zukunft immer wieder bestätigt wurden. Bereits 1430 verpfändeten Kurfürst Friedrich von Sachsen und Herzog Sigismund von Sachsen Schloss, Amt und die Vogtei Schöneck und Schönbach an die Gebrüder von Wolffersdorff. 1437, erhielt der erste bürgerliche Kanzler des Heiligen Römischen Reichs Kaspar Schlick, Burggraf zu Eger und Elbogen (heute Loket), das Schloss Schöneck mit allem Zubehör durch Verpfändung von den Wettinern. Später wurde ihm die Burgherrschaft als rechtes Erbe und Lehen zuerkannt. Seinen Nachfolgern wurde 1466 die Burg Schöneck samt Zubehör als Gesamtlehen von den sächsischen Kurfürsten zugesprochen. Der nochmals 1487 erwähnte Nachfahre Wenzel (Wenzlaw) Schlick verkaufte das Schloss Schöneck „mit allen Zugehörungen“ 1499 an Hans von Scheuben aus Eger. Dabei gibt es Kaufstreitigkeiten, denn Schlick hat das Schloss an zwei Interessenten verkauft. Im Jahr 1534 verkauften die Vormünder Adams von Scheuben für ihr Mündel die Herrschaft Schöneck, bestehend aus Schloss, Gut und Städtchen, an den ernestinischen Kurfürsten Johann Friedrich. Nach 1542 wurde sie in das Amt Voigtsberg integriert.

### 16. bis 19. Jahrhundert

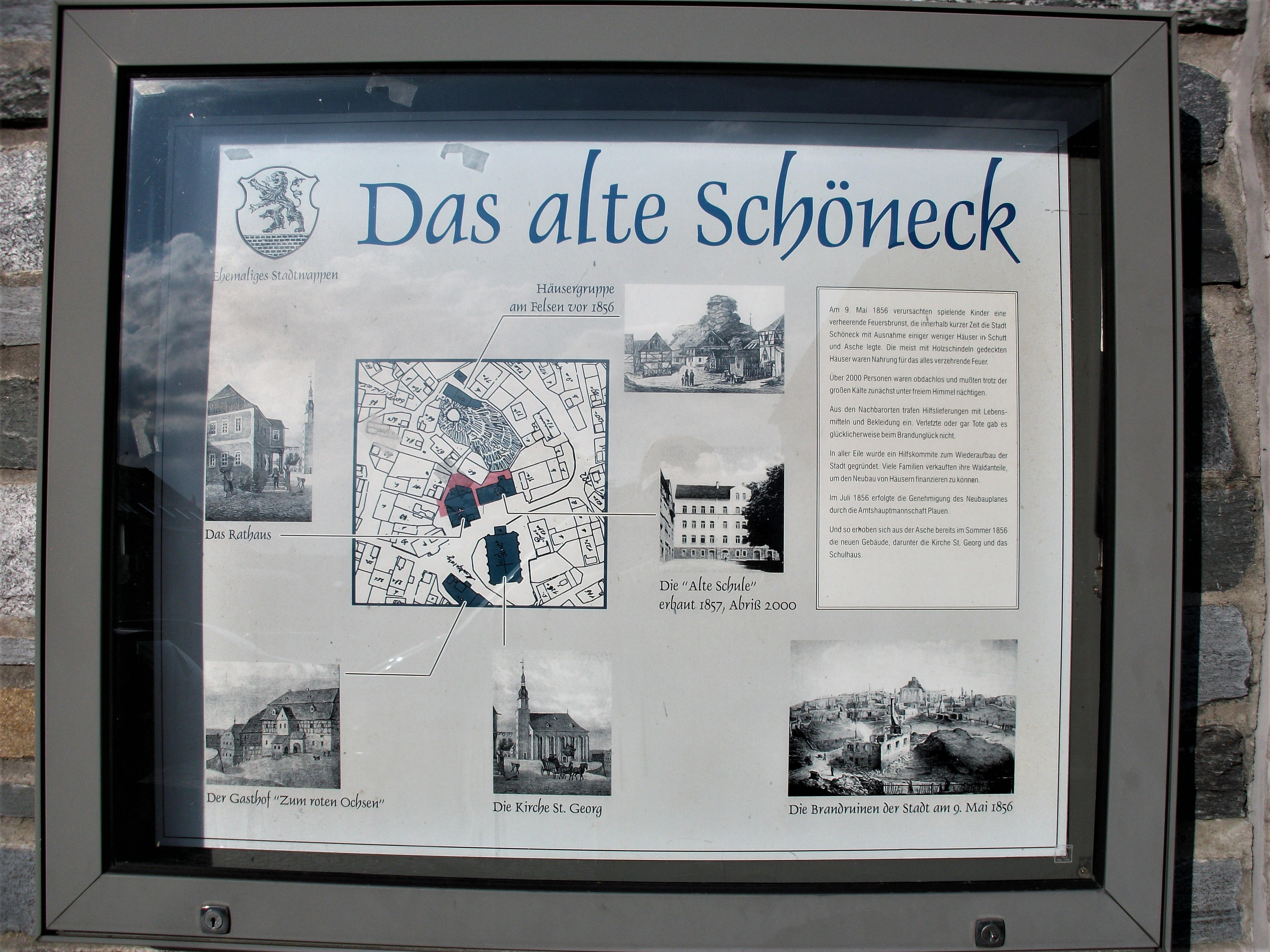
Stadtbrand Schöneck (Vogtl.) 1856, Infotafel

Im Schmalkaldischen Krieg wurde Stadt und Burg Schöneck 1546 von den kaiserlichen Truppen eingenommen und verwüstet. Drei Jahre später veräußerte der böhmische König Ferdinand seinem Kanzler Heinrich von Plauen zum Dank für die im Schmalkaldischen Krieg geleisteten Dienste u. a. Schloss und Stadt Schöneck. Seitdem gehörte Schöneck zum Amt Plauen. Durch die Niederlage der Ernestiner im Schmalkaldischen Krieg kamen die drei vogtländischen Ämter Pausa, Plauen und Voigtsberg im Jahr 1547 in Besitz der böhmischen Krone. 1548 kauften die Herren von Plauen die Ämter als böhmisches Lehen zurück; 1559 verpfändeten sie sie an den sächsischen Kurfürsten August von Sachsen. Weil das Pfand nicht wieder eingelöst wurde, verblieb Schöneck beim Kurfürstentum Sachsen. Durch die häufigen Verpfändungen und Herrschaftswechsel wurde die Burg Schöneck stark in Mitleidenschaft gezogen. Im Jahr 1580 wurden Teile der Unterburg abgetragen und stattdessen ein kurfürstliches Jagdschloss erbaut.
Im Dreißigjährigen Krieg wurden Burg und Stadt Schöneck hart getroffen. 1632 plünderten die Truppen unter General Heinrich von Holk die Stadt, zerstörten die Burganlage und brannte den Ort nieder. 1655 erwarb der Rat der Stadt Schöneck die Obergerichte im Weichbild der Stadt, im Stadtwald Haselbrunn und über einige Güter in Eschenbach, sowie die Schriftsässigkeit.
Von 1657 bis 1718 lag Schöneck im albertinischen Sekundogeniturfürstentum Sachsen-Zeitz. 1680 wurde die Stadt erneut zerstört und auch im Siebenjährigen Krieg entstand durch einquartiertes österreichisches Militär im Jahr 1761 ein Brand, der große Teile der Stadt vernichtete und auch die Burgreste betraf. 1765 wurden die letzten Reste des Schlosses, der alte Bergfried, abgetragen und die Steine zum Wiederaufbau der Stadt verwendet. Erhalten blieb nur der Burgberg „Alter Söll“. Der letzte große Stadtbrand war 1856.
Seit dem 17. Jahrhundert wurden in Schöneck Geigen gebaut. Dieses Handwerk brachten Exulanten aus Böhmen mit, die dort wegen ihres protestantischen Glaubens verfolgt wurden. 1730 wurde in Schöneck eine Geigenbauerinnung gegründet. Bis ins 20. Jahrhundert wurden neben Geigen weitere Musikinstrumente wie Flöten, Saxophone und elektrische Instrumente in der Stadt produziert.
Die Stadt Schöneck gehörte um 1791 bis 1856 zum kursächsischen bzw. königlich-sächsischen Amt Voigtsberg. Nach 1856 war die Stadt Sitz des Gerichtsamts Schöneck. Ab 1875 gehörte Schöneck zur Amtshauptmannschaft Oelsnitz.

### 20. Jahrhundert

Stadtkern mit Stadtkirche St. Georg und dem Felsen Alter Söll (2008)

Nach mehreren Stadtbränden (1632, 1680, 1761 und 1856) fand Schöneck in der zweiten Hälfte des 19. Jahrhunderts schließlich den Weg in die Industrialisierung. So wurde 1865 die Herstellung von Zigarren in Heim- und Fabrikarbeit eingeführt. 1875 erhielt Schöneck mit der Eröffnung der Bahnstrecke Chemnitz–Aue–Adorf Anschluss an das Schienennetz. Die Bedeutung des Bahnhofs stieg mit der Eröffnung der Bahnstrecke Zwotental–Klingenthal (1875) und der Bahnstrecke Falkenstein–Muldenberg (1892). Bis zum Ersten Weltkrieg wuchs die Bevölkerung stetig an. Im Jahr 1912 weihte die Stadtverwaltung ein Amtsgerichts-Gebäude ein, das in den späten Jahren des 20. Jahrhunderts zu einem Krankenhaus umgewandelt wurde.
In den letzten Tagen des Zweiten Weltkrieges beschossen die Amerikaner die Stadt mit Artillerie und besetzten sie kampflos.
Am 1. Juli 1950 wurde die bis dahin eigenständige Gemeinde Eschenbach eingegliedert. Zwischen 1950 und 1996 wurden sieben umliegende Ortschaften nach und nach in die Stadt eingemeindet. Durch die zweite Kreisreform in der DDR kam die Stadt Schöneck/Vogtl. im Jahr 1952 zum Kreis Klingenthal im Bezirk Chemnitz (1953 in Bezirk Karl-Marx-Stadt umbenannt), der 1990 als sächsischer Landkreis Klingenthal fortgeführt wurde und 1996 im Vogtlandkreis aufging.
Im Jahr 1962 wurde die Stadt Schöneck/Vogtl. Staatlich anerkannter Erholungsort. Der erste Skilift an der Hohen Reuth entstand 1967. Neun Jahre später wurde dort ein Ferienheim erbaut. Das 1985 eingeweihte FDGB-„Ferien- und Erholungsheim Karl Marx“ auf der Hohen Reuth gehörte mit 1000 Betten zu den größten Neubauten dieser Art in der DDR. Später wurde es als IFA-Hotel fortgeführt. Seit 1969 wurde die Zigarrenindustrie auf die Branche Musikelektronik umprofiliert.
Am 1. Juni 1992 entstand die TechniSat Vogtland GmbH in Schöneck/Vogtl., die seitdem HDTV-Receiver, Entschlüsselungsmodule, Multischalter, Einkabellösungen und Sat-Installationsprodukte produziert. Der Standort wurde im Jahr 2011 modernisiert. Zwischen 1995 und 1996 erfolgte der Umbau des IFA-Ferienparks und der Neubau von Sportstätten und eines Erlebnisbades. Am 9. Dezember 2006 wurde das Skigebiet „Skiwelt Schöneck“ und im Jahr 2015 die „Bikewelt Schöneck“ eingeweiht.

### Einwohnerentwicklung
Entwicklung der Einwohnerzahl (ab 1998 31. Dezember):
| Jahr | Einwohner |
| ---- | --------- |
| 1834 | 1.680     |
| 1890 | 3.270     |
| 1912 | 4.896     |
| 1971 | 3.722     |
| 1983 | 3.500     |
| 1998 | 3.951     |
| 1999 | 3.913     |
| 2000 | 3.889     |
| 2001 | 3.802     |

| Jahr | Einwohner |
| ---- | --------- |
| 2002 | 3.775     |
| 2003 | 3.752     |
| 2004 | 3.721     |
| 2007 | 3.603     |
| 2008 | 3.524     |
| 2012 | 3.343     |
| 2013 | 3.318     |
| 2016 | 3.198     |
| 2021 | 3.060     |

 Datenquelle ab 1998: Statistisches Landesamt Sachsen

## Gedenkstätten
Auf dem Friedhof erinnern vier Grabstätten mit einer Gedenktafel an zwei sowjetische, einen französischen und einen polnischen Zwangsarbeiter, die während des Zweiten Weltkrieges nach Deutschland verschleppt und in Schöneck zur Zwangsarbeit eingesetzt wurden.

## Politik

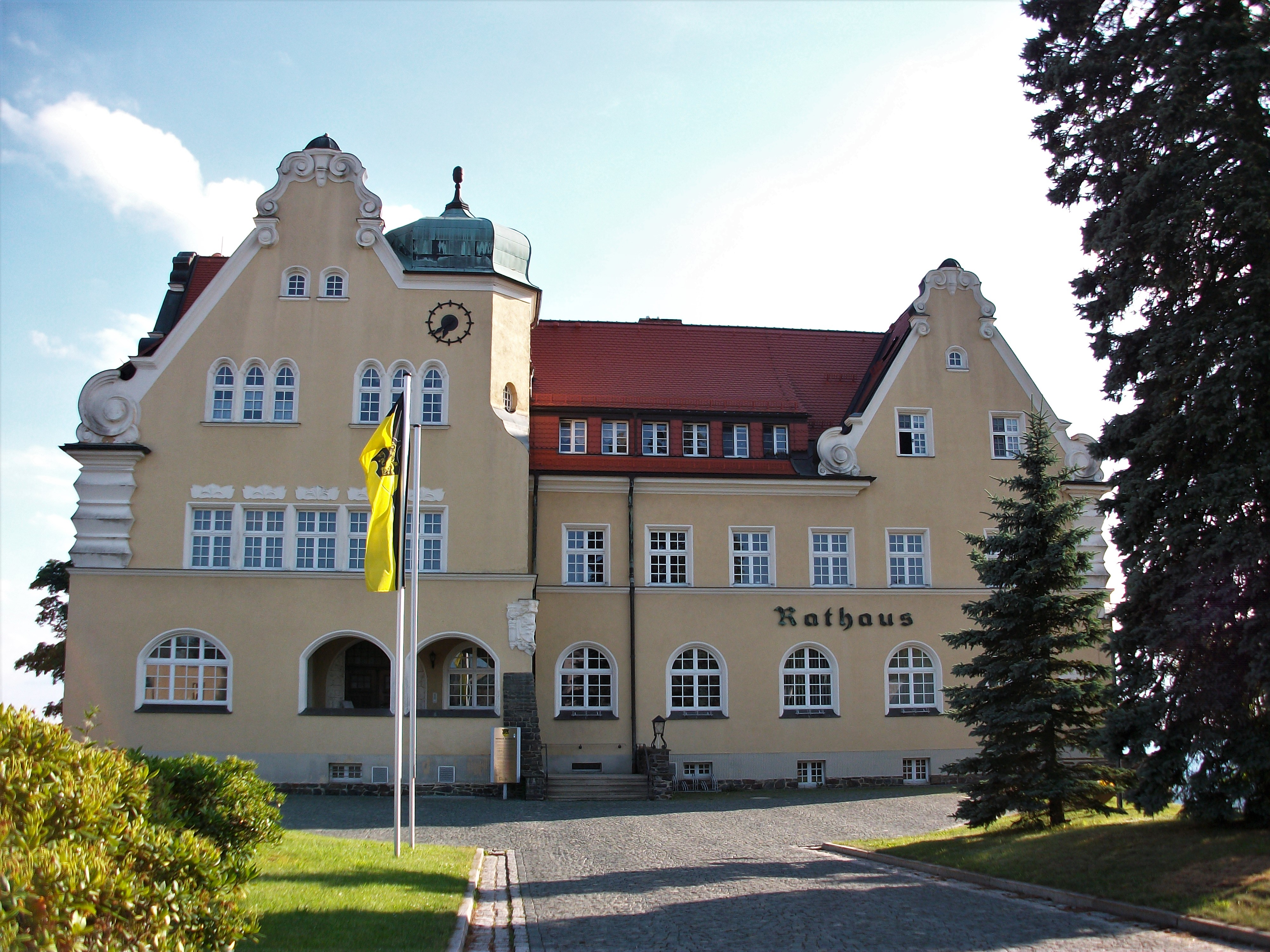
Rathaus Schöneck/Vogtl.

### Stadtrat
Seit der Stadtratswahl am 9. Juni 2024 verteilen sich die 16 Sitze des Stadtrates folgendermaßen auf die einzelnen Gruppierungen:
- CDU: 5 Sitze
- Freie Wähler Schöneck/Vogtland (FW): 4 Sitze
- AfD: 3 Sitze
- Bürger für Schöneck (BFS): 3 Sitze
- SPD: 1 Sitz

| Sitzverteilung im Stadtrat 2024Insgesamt 16 Sitze - SPD: 1 - FW: 4 - BFS: 3 - CDU: 5 - AfD: 3 | Wahlvorschlag                        | 2024   | 2024   | 2019   | 2019   | 2014   | 2014   |
| Sitzverteilung im Stadtrat 2024Insgesamt 16 Sitze - SPD: 1 - FW: 4 - BFS: 3 - CDU: 5 - AfD: 3 | Wahlvorschlag                        | Sitze  | in %   | Sitze  | in %   | Sitze  | in %   |
| Sitzverteilung im Stadtrat 2024Insgesamt 16 Sitze - SPD: 1 - FW: 4 - BFS: 3 - CDU: 5 - AfD: 3 | CDU                                  | 5      | 32,2   | 6      | 34,1   | 10     | 55,9   |
| Sitzverteilung im Stadtrat 2024Insgesamt 16 Sitze - SPD: 1 - FW: 4 - BFS: 3 - CDU: 5 - AfD: 3 | Freie Wähler Schöneck/Vogtland e. V. | 4      | 28,4   | 8      | 47,7   | 6      | 38,9   |
| Sitzverteilung im Stadtrat 2024Insgesamt 16 Sitze - SPD: 1 - FW: 4 - BFS: 3 - CDU: 5 - AfD: 3 | AfD                                  | 3      | 16,5   | 1      | 13,3   | –      | –      |
| Sitzverteilung im Stadtrat 2024Insgesamt 16 Sitze - SPD: 1 - FW: 4 - BFS: 3 - CDU: 5 - AfD: 3 | Bürger für Schöneck                  | 3      | 16,1   | –      | –      | –      | –      |
| Sitzverteilung im Stadtrat 2024Insgesamt 16 Sitze - SPD: 1 - FW: 4 - BFS: 3 - CDU: 5 - AfD: 3 | SPD                                  | 1      | 6,8    | 0      | 4,8    | 0      | 5,2    |
| Sitzverteilung im Stadtrat 2024Insgesamt 16 Sitze - SPD: 1 - FW: 4 - BFS: 3 - CDU: 5 - AfD: 3 | Wahlbeteiligung                      | 73,4 % | 73,4 % | 68,4 % | 68,4 % | 56,1 % | 56,1 % |

### Bürgermeister
Bürgermeister der Stadt Schöneck ist seit dem 1. August 2023 Andy Anders (parteilos).
| Wahl | Bürgermeister | Vorschlag | Wahlergebnis (in %) |
| ---- | ------------- | --------- | ------------------- |
| 2023 | Andy Anders   | Anders    | 56,8                |
| 2016 | Isa Suplie    | CDU       | 78,0                |
| 2009 | Isa Suplie    | Suplie    | 96,5                |
| 2008 | Rolf Keil     | CDU       | 98,7                |
| 2001 | Rolf Keil     | CDU       | 63,9                |

### Wappen
| Wappen von Schöneck/Vogtl. | Blasonierung: „In Schwarz über goldenem Schildfuß ein goldener Löwe.“ |
| Wappen von Schöneck/Vogtl. | Siehe auch : Wappen und Siegel der Vögte                              |

### Städtepartnerschaften
Es bestehen Partnerschaften zu den Städten:
- Chęciny, Polen
- Freudenstadt, Baden-Württemberg
- Schöneck (Hessen)
- Karlsfeld, Bayern
- Lázně Kynžvart, Tschechien

## Kultur und Sehenswürdigkeiten

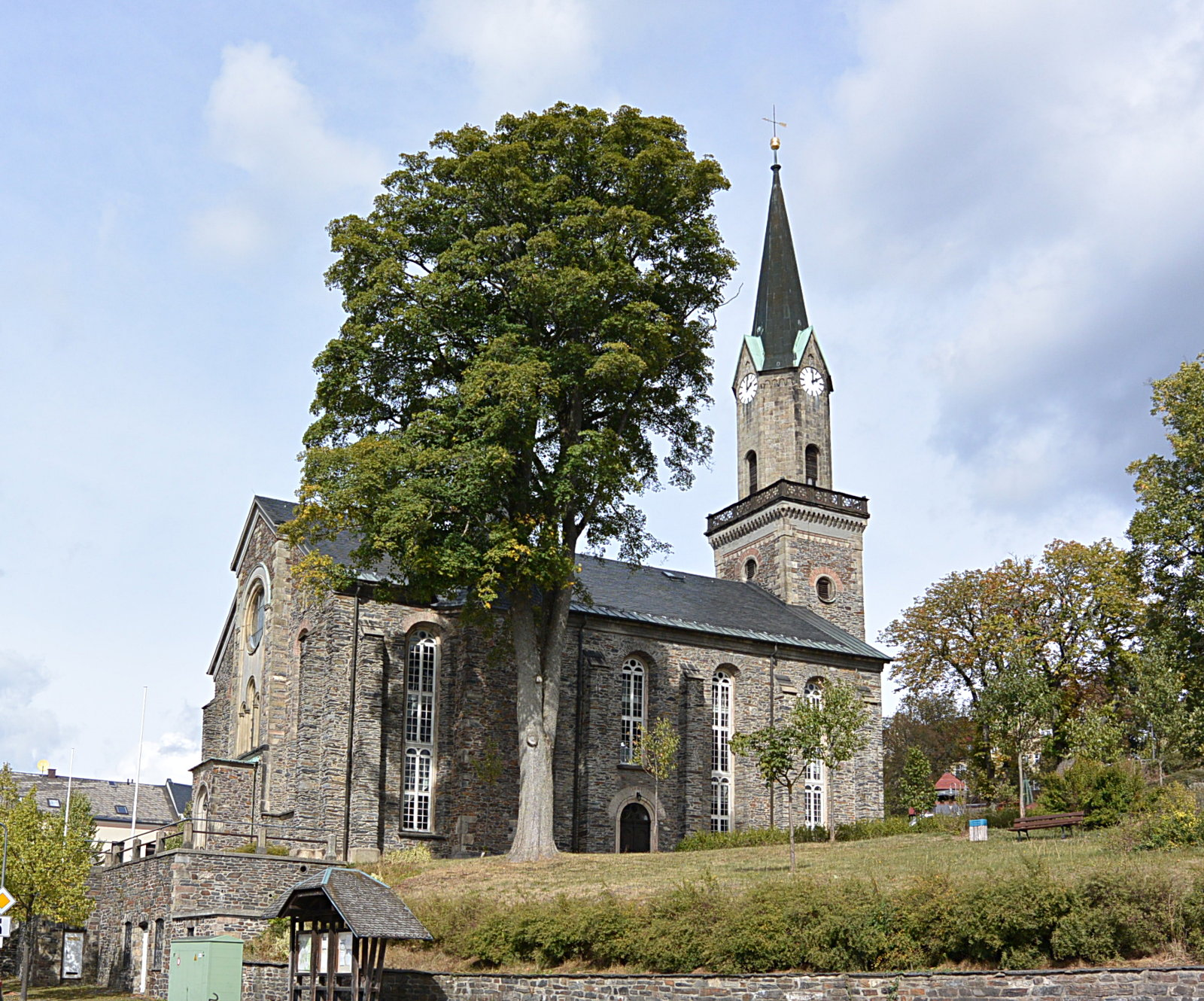
Stadtkirche St. Georg (2018)

Erlebnisbad des IFA-Ferienparks Hohe Reuth

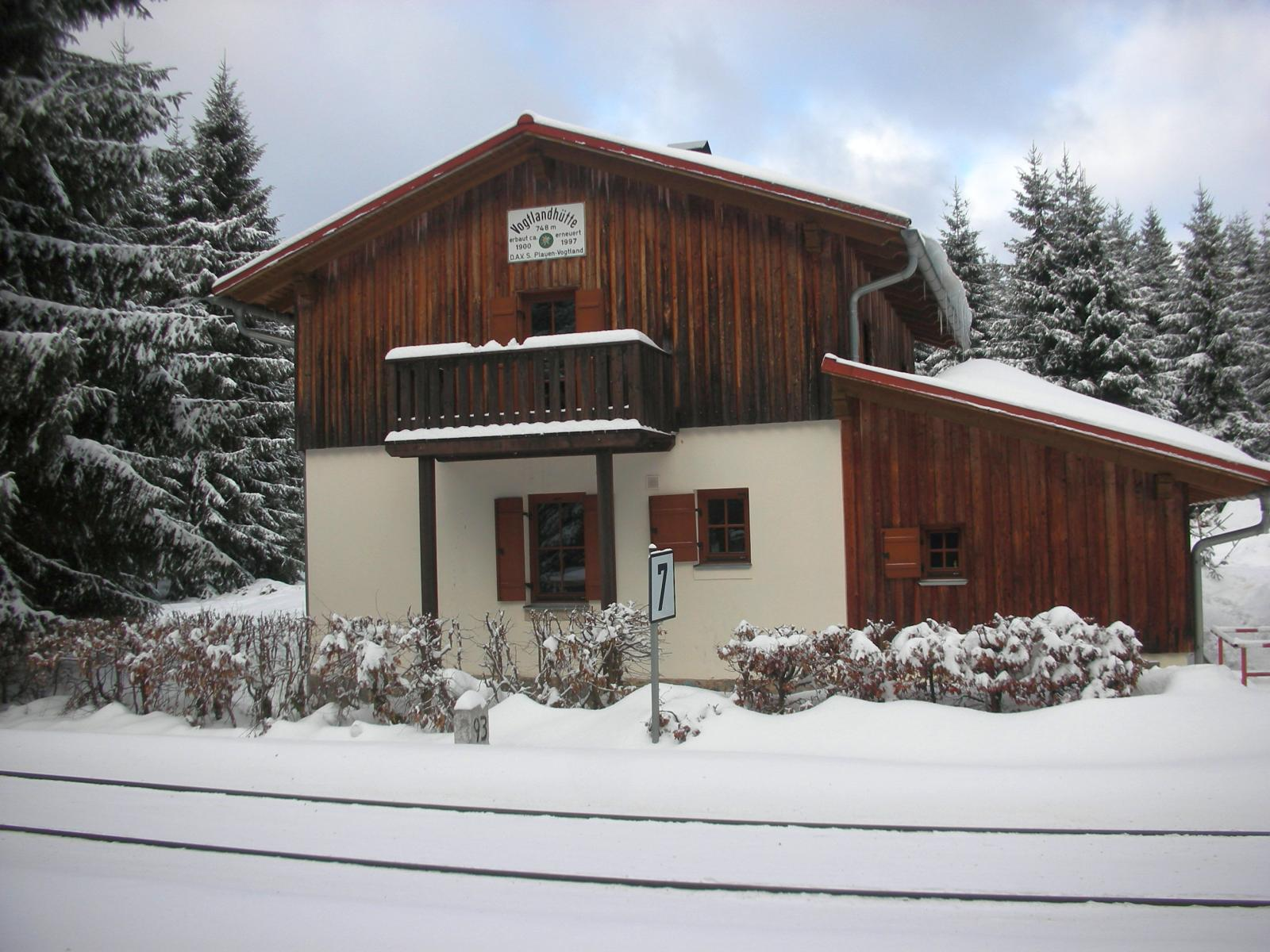
Vogtlandhütte des Deutschen Alpenvereins, Sektion Plauen-Vogtland

Vom Felsen Alter Söll (734 m) hat man einen Rundblick auf das obere Vogtland mit dem Elstergebirge, das Elstertal und bei guter Sicht sogar bis zum Fichtelgebirge. Auf ihm befand sich bis 1765 die Burg Schöneck. Im Heimatmuseum der Stadt befinden sich interessante Ausstellungsstücke der abgegangenen Burg. Zu Füßen des Alten Söll befindet sich der Burgenabenteuerspielplatz Burg Schöneck.
Sehenswert ist auch das 1923 im neobarocken Stil erbaute Rathaus. Es soll an das ehemalige Schloss Schöneck erinnern. Im Jahr 2003 wurde es komplett renoviert.
Die Stadtkirche St. Georg wurde nach dem letzten Stadtbrand 1856 im Zeitraum von etwa vier Jahren neu erbaut und im Herbst 1859 wieder geweiht. Die Orgel entstand im selben Jahr in der Werkstatt des Meisters Johann Gotthilf Bärmig aus Werdau. Sie hat etwa 2500 Pfeifen in 37 Registern, verteilt auf zwei Manuale und Pedal. Nach Eingriffen in den 1960er Jahren, die das ursprüngliche Klangbild verfälschten, wurde bis 2012 der ursprüngliche Zustand vom Unternehmen Vogtländischer Orgelbau Thomas Wolf weitestgehend wiederhergestellt. Die Glocken, vom Glockengießerbetrieb Große aus Dresden gefertigt, mussten im Ersten Weltkrieg für Rüstungszwecke abgegeben werden und wurden eingeschmolzen. Die Ersatz-Glocken der Firma Schilling & Lattermann aus Apolda wurden 1920 geweiht. Das Altarbild stammt von Adolf Wichmann aus Dresden. Die Apostelfiguren Petrus und Paulus (links und rechts des Altars) und der Taufstein sind die einzig erhalten gebliebenen Kunstwerke aus der Vorgängerkirche.
Schöneck, wegen seiner Panoramaaussichten auch als „Balkon des Vogtlandes“ bezeichnet, ist seit 1962 staatlich anerkannter Erholungsort. Zu DDR-Zeiten gab es in Schöneck das FDGB-Erholungsheim Karl Marx, das nach der Wende als Hotel weitergeführt wurde. Die Stadt strebt die Anerkennung als Kneipp-Kurort an. Ein neues Skigebiet mit Skischaukel einschließlich eines Vierer-Sessellifts wurde am 9. Dezember 2006 feierlich eröffnet. In der Skiwelt Schöneck gibt es ein 40 Kilometer langes Loipennetz. Schöneck ist Ausgangspunkt der bekannten Kammloipe nach Johanngeorgenstadt.

### Naturschutz
- Siehe auch: Liste der Naturdenkmale in Schöneck/Vogtl.

## Wirtschaft und Infrastruktur

### Verkehr

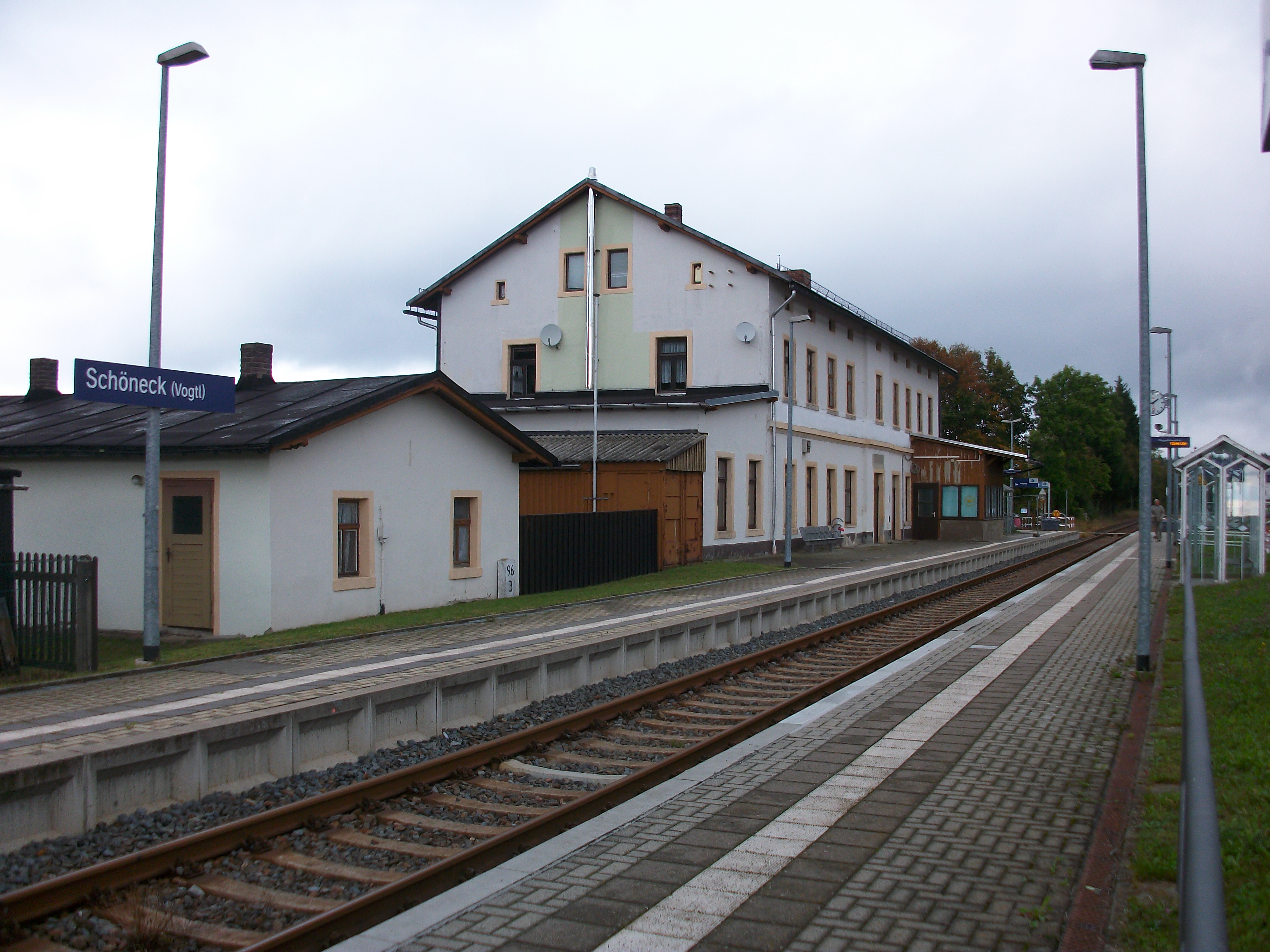
Bahnhof Schöneck (Vogtl), Empfangsgebäude

Durch die Stadt verläuft die Bahnstrecke Chemnitz–Adorf, wobei die Teilstücke Muldenberg bis Aue (Sachs) und Zwotental bis Adorf (Vogtl) nicht mehr im regulären Personenverkehr befahren werden. Im Zuge der Rationalisierung wurden sämtliche Ausweich- und Nebengleise im Bahnhof Schöneck (Vogtl.) entfernt, dafür wurde im Jahr 2000 im Bereich des Schönecker IFA-Ferienparks ein neuer Haltepunkt eröffnet. Die Strecke wird von Regionalzügen der Vogtlandbahn befahren, die Schöneck mit Klingenthal und Plauen verbinden. Kurz vor dem Bahnhof Schöneck (Vogtl) wird bei 772 m ü. NN der Erzgebirgshauptkamm überquert.
Schöneck wird im vertakteten ÖPNV des Verkehrsverbunds Vogtland von folgenden Buslinien der Plauener Omnibusbetrieb GmbH bedient:
Stand: 15. Dezember 2024
| Linie | Endpunkte                                     | Verlauf                                      | Klassifizierung                                                   |
| ----- | --------------------------------------------- | -------------------------------------------- | ----------------------------------------------------------------- |
| 22    | Sachsengrund ↔ Schöneck                       | Morgenröthe-Rautenkranz – Tannenbergsthal    | TaktBus                                                           |
| 90+   | Plauen ↔ Schöneck oder Aschberg (Klingenthal) | Oberlosa – Oelsnitz – Schöneck – Klingenthal | PlusBus, zwischen Schöneck und Aschberg (Klingenthal) als TaktBus |
| 93    | Schöneck ↔ Bad Elster                         | Markneukirchen – Adorf                       | TaktBus                                                           |
| 97    | Schöneck ↔ Gunzen                             | Schilbach - Eschenbach                       | RufBus                                                            |

### Wirtschaft

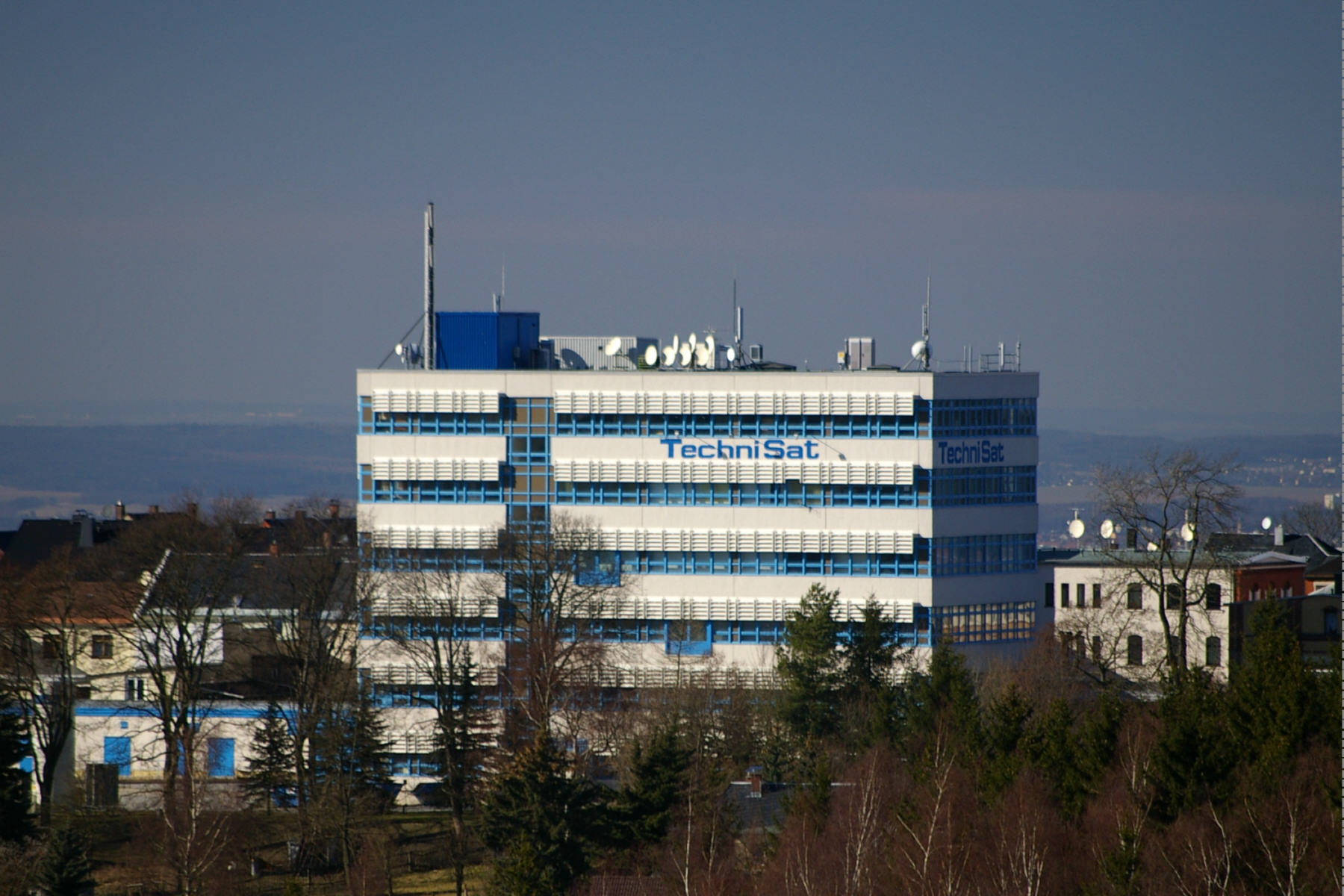
TechniSat-Werk

Schöneck ist der Sitz der einzigen vogtländischen Aktiengesellschaft, der GK Software AG, und ein Produktionsstandort der TechniSat GmbH. Am Bahnhof befindet sich der Sitz der Raiffeisen-Handelsgenossenschaft Schöneck, welche 10 von 16 Baustoffmärkten im Vogtland betreibt.
Schöneck ist der Verwaltungssitz des südwestlichsten Forstbezirks des Staatsbetriebes Sachsenforst, des Forstbezirks Adorf, der den Bereich des oberen Vogtlands mit fast 27.000 Hektar Wald umfasst. Das Revier 11 dieses Forstbezirks hat ebenfalls seinen Sitz in Schöneck.
Im Ortsteil Schilbach war bis zur Übernahme durch VEB Sinfonia Markneukirchen im Jahr 1973 das Musikinstrumentenbauunternehmen Otwin ansässig, das Zupf- und Streichinstrumente herstellte.

### Gesundheitsversorgung
In der Stadt gibt es ein Krankenhaus der Grund- und Regelversorgung, die Paracelsus-Klinik Adorf/Schöneck.

## Persönlichkeiten
- Johann Jacob Gottschald (1688–1759), Theologe und Kirchenlieddichter
- Johann Paul Oettel (1699–1771), Theologe, Verfasser einer Chronik von Schöneck
- Georg Christoph von Mangoldt (1717–1796), kursächsischer Beamter und Unternehmer
- Christian Gottlob Steinmüller (1792–1864), Orgelbaumeister, geboren in Arnoldsgrün
- Franz Rudolph Wurlitzer (1831–1914), hier geborener und in den USA erfolgreicher Musikinstrumentenbauer
- Fritz Alfred Zimmer (1880–1954), Lehrer und Dichter
- Arno Meinel (1899–1975), Pädagoge, Maler und Grafiker
- Günther Thaden (1904–2001), von 1935 bis 1941 Bürgermeister
- Helmut Windisch (1925–2011), Autor, Regisseur und künstlerischer Leiter für Rundfunk, Fernsehen und Theater
- Friedbert Ficker (1927–2007), Kunsthistoriker, geboren in Arnoldsgrün
- Kurt Demmler (1943–2009), Liedermacher und Texter, absolvierte 1962/63 ein Praktikum im Krankenhaus
- Birgit Klaubert (* 1954), Politikerin (Die Linke), ehemalige Vizepräsidentin des Thüringer Landtags, 2014 bis 2017 Thüringer Ministerin für Bildung, Jugend und Sport
- Ulrich Thiel (* 1955), Historiker und Museumsleiter